# Municipio de Batavia (Illinois)
El municipio de Batavia (en inglés: Batavia Township) es un municipio ubicado en el condado de Kane en el estado estadounidense de Illinois. En el año 2010 tenía una población de 35221 habitantes y una densidad poblacional de 727,14 personas por km².

## Geografía
El municipio de Batavia se encuentra ubicado en las coordenadas 41°49′54″N 88°19′4″O / 41.83167, -88.31778. Según la Oficina del Censo de los Estados Unidos, el municipio tiene una superficie total de 48.44 km², de la cual 47.42 km² corresponden a tierra firme y (2.11%) 1.02 km² es agua.

## Demografía
Según el censo de 2010, había 35221 personas residiendo en el municipio de Batavia. La densidad de población era de 727,14 hab./km². De los 35221 habitantes, el municipio de Batavia estaba compuesto por el 88.29% blancos, el 3.74% eran afroamericanos, el 0.25% eran amerindios, el 2.75% eran asiáticos, el 0.03% eran isleños del Pacífico, el 2.99% eran de otras razas y el 1.97% pertenecían a dos o más razas. Del total de la población el 9% eran hispanos o latinos de cualquier raza.